# Teucholabis melanocephala
Teucholabis melanocephala är en tvåvingeart som först beskrevs av Fabricius 1787.  Teucholabis melanocephala ingår i släktet Teucholabis och familjen småharkrankar. Inga underarter finns listade i Catalogue of Life.